# Armanto Gkoufas
Armanto Gkoufas (in greco Αρμάντο Γκούφας?; Atene, 2 febbraio 1995) è un calciatore nicaraguense con cittadinanza greca, attaccante dell'Asteras Magoulas.

## Biografia
È nato ad Atene da padre greco e madre nicaraguense.

## Carriera

### Club
Ha giocato nella massima serie nicaraguense e tra la seconda e la quarta divisione greca.

### Nazionale
Ha esordito in nazionale nel 2019; nello stesso anno è stato convocato per la CONCACAF Gold Cup.

## Statistiche

### Cronologia presenze e reti in nazionale
| Cronologia completa delle presenze e delle reti in nazionale ― Nicaragua | Cronologia completa delle presenze e delle reti in nazionale ― Nicaragua | Cronologia completa delle presenze e delle reti in nazionale ― Nicaragua | Cronologia completa delle presenze e delle reti in nazionale ― Nicaragua | Cronologia completa delle presenze e delle reti in nazionale ― Nicaragua | Cronologia completa delle presenze e delle reti in nazionale ― Nicaragua | Cronologia completa delle presenze e delle reti in nazionale ― Nicaragua | Cronologia completa delle presenze e delle reti in nazionale ― Nicaragua |
| Data                                                                     | Città                                                                    | In casa                                                                  | Risultato                                                                | Ospiti                                                                   | Competizione                                                             | Reti                                                                     | Note                                                                     |
| ------------------------------------------------------------------------ | ------------------------------------------------------------------------ | ------------------------------------------------------------------------ | ------------------------------------------------------------------------ | ------------------------------------------------------------------------ | ------------------------------------------------------------------------ | ------------------------------------------------------------------------ | ------------------------------------------------------------------------ |
| 3-3-2019                                                                 | Villa Tunari                                                             | Bolivia                                                                  | 2 – 2                                                                    | Nicaragua                                                                | Amichevole                                                               | 1                                                                        | 63’                                                                      |
| 26-3-2019                                                                | Managua                                                                  | Nicaragua                                                                | 0 – 1                                                                    | Guatemala                                                                | Amichevole                                                               | -                                                                        | 46’                                                                      |
| 7-6-2019                                                                 | San Juan                                                                 | Argentina                                                                | 5 – 1                                                                    | Nicaragua                                                                | Amichevole                                                               | -                                                                        | 63’                                                                      |
| 16-6-2019                                                                | San José                                                                 | Costa Rica                                                               | 4 – 0                                                                    | Nicaragua                                                                | Gold Cup 2019 - 1º turno                                                 | -                                                                        | 85’                                                                      |
| 20-6-2019                                                                | Frisco                                                                   | Nicaragua                                                                | 0 – 2                                                                    | Haiti                                                                    | Gold Cup 2019 - 1º turno                                                 | -                                                                        | 78’                                                                      |
| 24-6-2019                                                                | Harrison                                                                 | Bermuda                                                                  | 2 – 0                                                                    | Nicaragua                                                                | Gold Cup 2019 - 1º turno                                                 | -                                                                        | 64’                                                                      |
| 7-11-2019                                                                | Managua                                                                  | Nicaragua                                                                | 0 – 0                                                                    | Cuba                                                                     | Amichevole                                                               | -                                                                        | ?’                                                                       |
| 10-11-2019                                                               | Managua                                                                  | Nicaragua                                                                | 0 – 1                                                                    | Cuba                                                                     | Amichevole                                                               | -                                                                        | 46’                                                                      |
| 18-11-2019                                                               | Managua                                                                  | Nicaragua                                                                | 1 – 2                                                                    | Suriname                                                                 | CONCACAF Nations League 2019-2020 - Fase a gironi                        | -                                                                        | 46’                                                                      |
| Totale                                                                   |                                                                          | Presenze                                                                 | 9                                                                        |                                                                          | Reti                                                                     | 1                                                                        |                                                                          |